# Осада Ковно (1658—1659)
Осада Ко́вно (1658—1659) — одно из событий русско-польской войны 1654—1667 годов. Русский гарнизон под командованием стольника А. И. Нестерова более трёх месяцев успешно держал осаду от отрядов Великого княжества Литовского.

## Предыстория
В конце 1658 года резко обострились отношения между русскими войсками в Великом княжестве Литовском и местной шляхтой, которые в итоге привели к разрыву Виленского перемирия 1658 года и возобновлению войны. Одновременно с восстаниями шляхты, после заключения Гадячского договора, на сторону противников перешла часть запорожских гарнизонов в Белоруссии во главе с атаманом Иваном Нечаем. Вскоре в Литве развернулись боевые действия, кульминацией который стал бой у села Верки 11 октября, в котором армия Юрия Долгорукого нанесла поражение литовской армии Винцента Гонсевского. Несмотря на этот успех, основные силы русских войск покинули Литву, так как линии коммуникаций находились под угрозой казаков. В итоге осенью 1658 года русские гарнизоны крупных городов оказались блокированными войсками Великого княжества Литовского.

## Соотношение сил
Силы Великого княжества Литовского, принимавшие участие в осаде Ковны, представляли собой отряды литовской шляхты (в основном Ковенского повета), в том числе и бывшей «присяжной» шляхты, ранее выступавшей на стороне российских войск. Численность осадного корпуса была непостоянной. Воевода Нестеров в своей отписке называет следующих «полковников» Войска Литовского:
- Ежи Кароль Глебович, староста жемайтский;
- Мартиан Александр Огинский, полковник литовский;
- Иероним Крышпин-Киршенштейн, полковник, кухмистр великий литовский;
- Николай Скорульский, ковенский хорунжий;
- Ян Станислав Гейштор, староста ковенский;
- Юрий Вяжевич, полковник;
- Матей Казимир Корвин-Гонсевский, полковник;
- Рожестен, полковник.

Численность литовского корпуса могла достигать нескольких тысяч человек. Судя по отписке русского воеводы, литовцы располагали некоторым числом пушек (скорее всего, полевых). Командование поначалу осуществлял Ежи Глебович, но уже в декабре он отбыл в лагерь литовской армии.
Русский гарнизон Ковно был невелик и состояли из нескольких солдатских рот. Он был серьёзно ослаблен в предыдущие годы из-за больших потерь от эпидемии. Перед осадой он получил небольшое усиление в лице стольника А. Нестерова и его вооруженной свиты, которые возвращались в Россию после переговоров с бранденбургским курфюрстом. Нестеров в итоге возглавил оборону.

## Ход осады
Первые литовские отряды появились под городом 7 ноября (28 октября) 1658 года. В ходе ноября они постоянно получали подкрепления. В первые дни осады литовским отрядам удалось нанести поражение солдатскому отряду. Затем литовцы трижды предпринимали попытки штурма, после неудач которых вызвали русского воеводу на переговоры, предлагая почетную капитуляцию. Получив отказ, литовцы продолжили осаду.
Очередные штурмы были предприняты литовскими войсками 26 и 29 января 1659 года, в ходе которых был произведён подрыв подкопа под стенами. Осада крепости сравнительно малыми силами была возможна в условиях, когда главные силы русской армии были скованы боями на Днепре. По мере усиления русских позиций на востоке Великого княжества Литовского осада становилась всё более бесперспективной. Часть литовских войск была вынуждена покинуть лагерь из-за недостатка продовольствия, блокаду крепости осуществляли около 1000 человек, что позволило предпринять успешную попытку деблокады. 20 февраля к городу подошел отряд полковника Якова Урвина в 1100 человек, посланный из Вильны воеводой Михаилом Шаховским. Литовцы не приняли боя и отошли, сняв осаду с Ковно.
Описание штурма крепости из отписки воеводы Афанасия Нестерова:

«И генваря … в 16 и 19 день полские люди по два дни х Ковне приступали с щитами с жестокими приступы, и под городскую стену подкопы подводили — один подкоп порохом взорвало — и всякие свои злые вымыслы над Ковною чинили, и ис пушек беспрестанно по городу и по башням стреляли и гранаты в город пускали, и деревянные башни и городовую деревянную стены и тайник ис которого воду имали, зажигали. И … ратные люди которые в Ковне, и я, холоп твой, с ними вместе и с людишками своими полских людей в те жестокие пять приступов и в подкопное время от городовых стен и от башен отбили и на тех приступех полских людей много побили. В Вилне мне … Духова монастыря наместник Данило сказывал, что-де под Ковною полских людей на приступах побили з девять сот человек оприч раненых. А твоих, Великого Государя, ратных людей в Ковне в осаде полские люди ис пушек и ис мушкетов убили семь человек, да моих дворовые люди ранили ис мушкетов на башне и на городской стене дву человек».